# Parapsilogastrus ulyanovi
Parapsilogastrus ulyanovi är en stekelart som först beskrevs av Girault 1940.  Parapsilogastrus ulyanovi ingår i släktet Parapsilogastrus och familjen Eucharitidae. Inga underarter finns listade i Catalogue of Life.